# Линдгрен, Йоонас
Йо́онас Ли́ндгрен (фин. Joonas Lindgren; род. 31 мая 1986, Хельсинки, Финляндия) — финский яхтсмен, участник лондонских летних Олимпийских игр 2012 года в соревнованиях в классе 470 и член сборной Финляндии на летних Олимпийских играх 2016 года в Рио-де-Жанейро. Старший брат Никласа Линдгрена.

## Спортивная биография
Начал заниматься парусным спортом, как и его младший брат Никлас, под руководством их отца Йоуко Линдгрена, бронзового медалиста московских летних Олимпийских игр 1980 года в парусном спорте.
Летом 2012 года в паре с Никласом принял участие в своих первых Олимпийских играх. Их экипаж чередовал неплохие результаты с неудачными в рамках соревнований в классе 470. По итогам 10 гонок братья Линдгрен заняли итоговое 21-е место.
Начиная с 2014 года результаты братьев пошли вверх. Финские яхтсмены стали 7-ми на этапе Кубка мира в Майами, 5-ми на чемпионате Европы 2014 года в Афинах. В октябре 2015 года Йоонас и Никлас стали 5-ми на чемпионате мира в классе 470. Этот результат позволил финским спортсменам получить лицензию на участие в летних Олимпийских играх 2016 года в состязаниях по парусному спорту в Рио-де-Жанейро.
На 21 марта 2016 года в мировом рейтинге класса 470 братья Йоонас и Никлас Линдгрен занимают 21-е место, набрав 613 очков.

## Личная жизнь
- Отец — Йоуко Линдгрен (Jouko Lindgren, род. 15 апреля 1955 г.), бронзовый призёр московских летних Олимпийских игр 1980 года в парусном спорте, младший брат — Никлас, участник летних Олимпийских игр 2008 и 2012 в парусном спорте.